# Bureau des Transports de la Métropole de Tokyo
Le Bureau des Transports de la Métropole de Tokyo (東京都交通局, Tōkyō-to Kōtsū-kyoku), dit aussi Toei (都営), est une compagnie de transports publics japonaise de Tokyo. Elle gère en particulier une partie des lignes du métro de Tokyo. Le nom « Toei » vient du fait que c'est le gouvernement métropolitain de Tokyo (to) qui gère (ei) le réseau.

## Lignes de train

### Métro
Le réseau Toei comprend 4 lignes sur les 13 qui composent le métro de Tokyo : 
- la ligne Asakusa ;
- la ligne Mita ;
- la ligne Shinjuku ;
- la ligne Ōedo.

Les 9 autres lignes sont la propriété de Tokyo Metro, une société de type kabushiki kaisha dont les actionnaires sont le gouvernement du Japon (majoritaire) et le gouvernement métropolitain de Tokyo (minoritaire). 

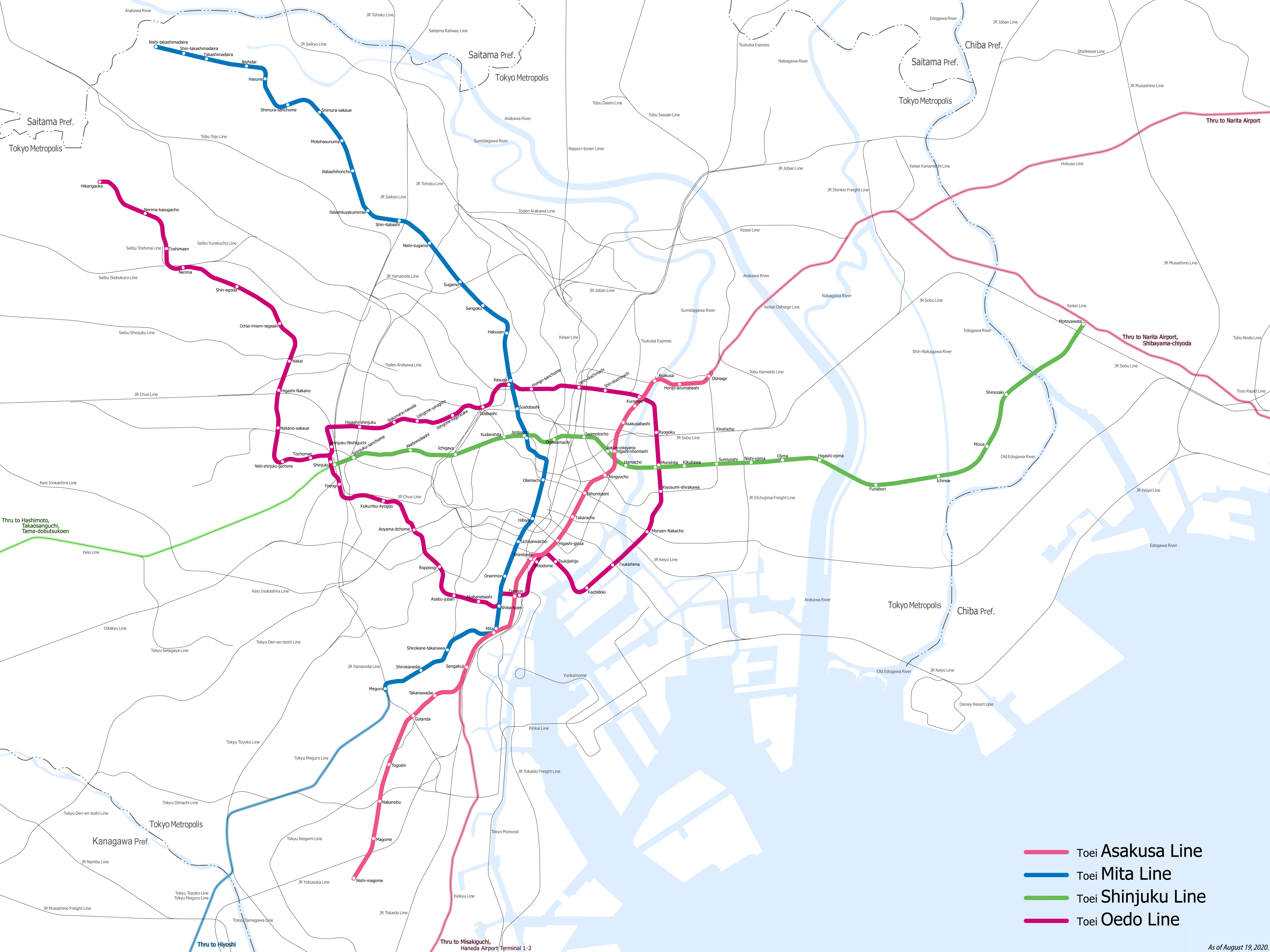
Carte des lignes de métro du réseau Toei.

| Couleur | Symbole | N° ligne | Nom de ligne | Nom japonais | Interconnexion          | Itinéraire                    | Interconnexion       | Mise en service | V/max.  | Longueur | Écartement | Électrification            |
| ------- | ------- | -------- | ------------ | ------------ | ----------------------- | ----------------------------- | -------------------- | --------------- | ------- | -------- | ---------- | -------------------------- |
| rose    |         | 1        | Asakusa      | 浅草線       | Ligne principale Keikyū | Nishi-Magome ↔ Oshiage        | Ligne Keisei Oshiage | 04/12/1960      | 70 km/h | 18,3 km  | 1 435 mm   | 1 500 V CC par caténaire   |
| bleu    | I       | 6        | Mita         | 三田線       | Ligne Tōkyū Meguro      | Meguro ↔ Nishi-Takashimadaira |                      | 27/12/1968      | 75 km/h | 26,5 km  | 1 067 mm   | 1 500 V CC par caténaire   |
| feuille | S       | 10       | Shinjuku     | 新宿線       | Ligne nouvelle Keiō     | Shinjuku ↔ Motoyawata         |                      | 21/12/1978      | 75 km/h | 23,5 km  | 1 372 mm   | 1 500 V CC par caténaire   |
| rubis   | E       | 12       | Ōedo         | 大江戸線     |                         | Hikarigaoka ↔ Tochō-mae       |                      | 12/12/2000      | 70 km/h | 40,7 km  | 1 435 mm   | 1 500 V CC moteur linéaire |

### Autres lignes

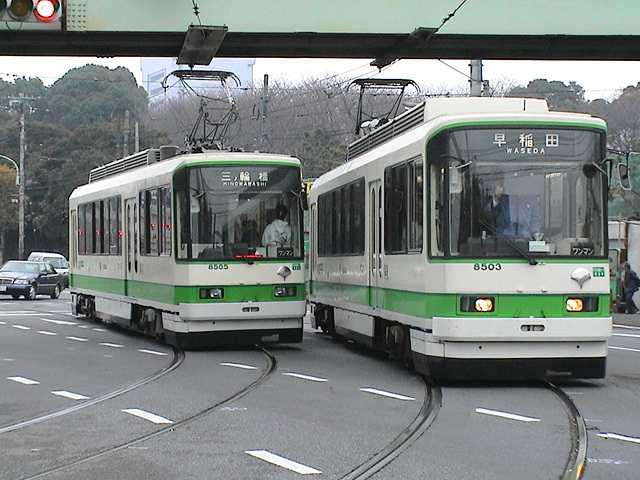
Tramways de la ligne Toden Arakawa.

En dehors du métro, le réseau Toei comprend également :
- la ligne Toden Arakawa (le tramway de Tokyo) ;
- le Nippori-Toneri Liner ;
- le monorail du zoo d'Ueno.

## Autobus

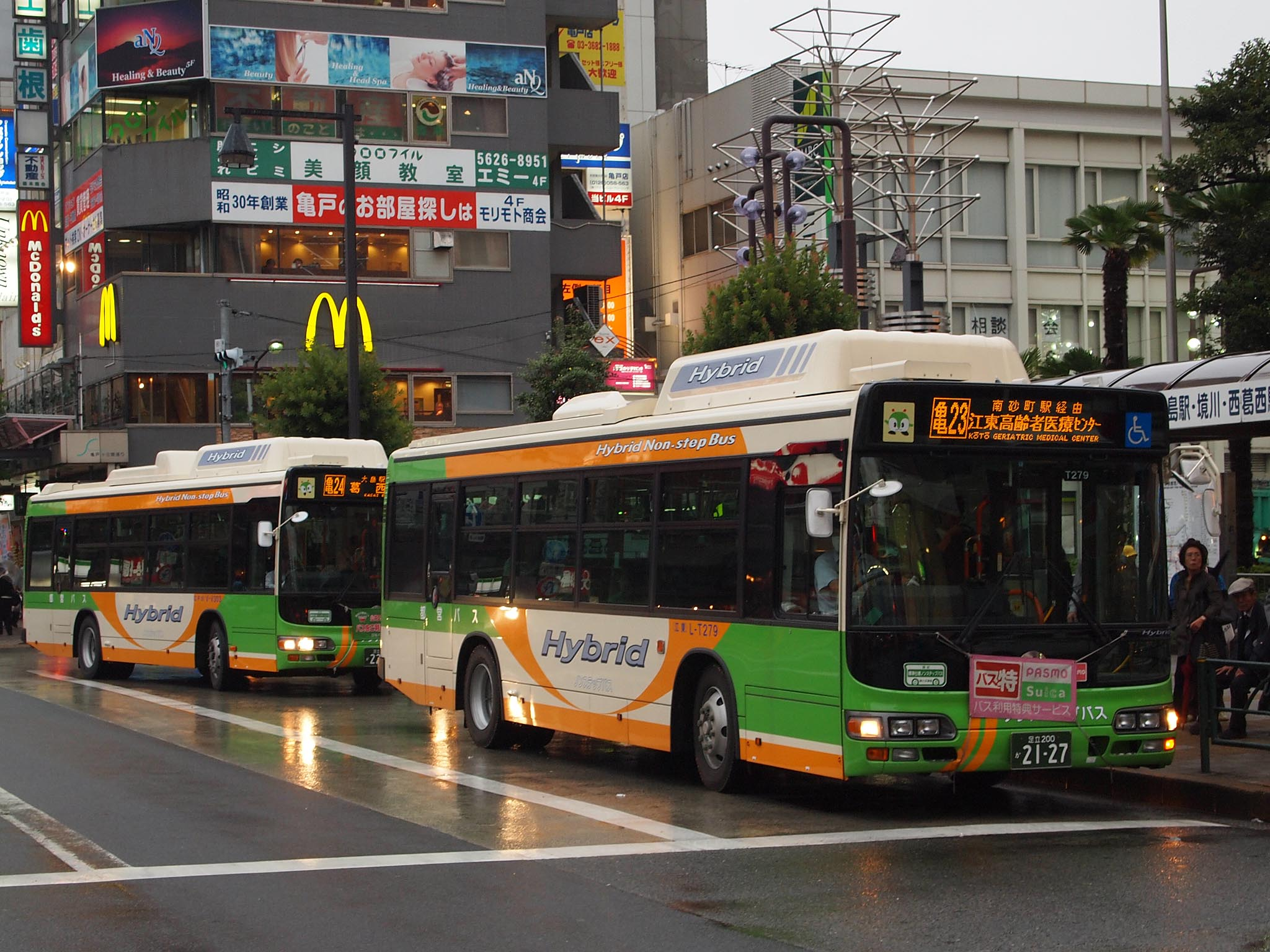
Bus Toei hydrides.

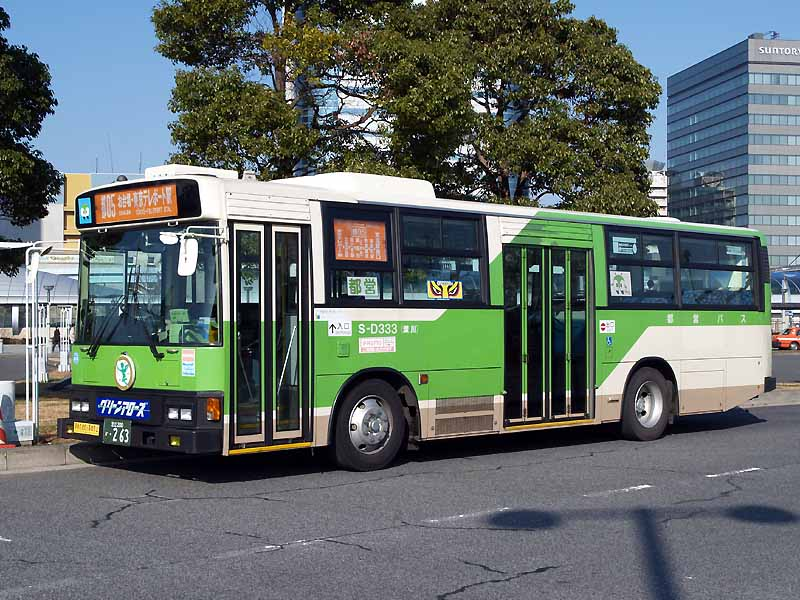
Ancien bus Toei.

Le Bureau des Transports de la Métropole de Tokyo gère aussi un réseau public de bus communément appelé Toei Bus (都営バス, Toei basu). Les bus sont de couleurs vert, blanc et orange. Auparavant, les bus étaient seulement vert et blanc.
Le réseau comporte 11 dépôts et 7 branches, tous identifiés par une lettre.
- Dépôt de Shinagawa 品川自動車営業所 (A)
  - Branche de Kōnan 港南支所 (Y)
- Dépôt de Shibuya 渋谷自動車営業所 (B)
  - Branche de Shinjuku 新宿支所 (C)
- Dépôt d'Otakibashi 小滝橋自動車営業所 (E)
  - Branche de Suginami 杉並支所 (D)
- Dépôt de Waseda 早稲田自動車営業所 (T)
  - Branche d'Ōme 青梅支所 (W)
- Dépôt de Sugamo 巣鴨自動車営業所 (P)
- Dépôt de Kita 北自動車営業所 (N)
  - Branche de Nerima 練馬支所 (F)
- Dépôt de Senju 千住自動車営業所 (H)
- Dépôt de Minami-Senju 南千住自動車営業所 (K)
  - Branche d'Aoto 青戸支所 (Z)
- Dépôt de Kōtō 江東自動車営業所 (L)
- Dépôt d'Edogawa 江戸川自動車営業所 (V)
  - Branche de Rinkai 臨海支所 (R)
- Dépôt de Fukagawa 深川自動車営業所 (S)

## Autres services
Le Bureau des Transports de la Métropole de Tokyo gère aussi un réseau de câbles en fibre optique dans cette même ville avec plusieurs générateurs d'énergie électrique.